# Mon cœur
Mon cœur est une mélodie pour voix et piano de Nadia Boulanger composée en 1906 sur un poème d'Albert Samain.

## Présentation
Mon cœur est achevé le 12 août 1906. La mélodie est écrite sur un poème d'Albert Samain, Viole, extrait de « L'urne penchée », dans le recueil Au jardin de l'Infante.
L'incipit de l'œuvre est : « Mon cœur, tremblant des lendemains ».
Le manuscrit autographe est conservé à la BnF (Ms. 19514) et porte en page de titre la date « Gargenville 1906 » et est signé à la fin « Nadia Boulanger / Gargenville / 12 août 1906 ».
Longtemps inédite, la partition est publiée par Alphonse Leduc en 2020 au sein du recueil Mélodies pour voix moyenne, vol. 3 (AL 30 866).
Mon cœur est d'une durée moyenne d'exécution de deux minutes quarante-cinq environ.

## Commentaires
Pour la musicienne et musicologue Anne de Fornel, Mon cœur figure, avec les autres partitions composées en 1906 sur des textes d'Albert Samain, Élégie, Versailles, Ilda et Mon âme est une infante, « parmi les mélodies les plus touchantes de [la] production » de Nadia Boulanger.
Dans le catalogue des œuvres de la compositrice établi par la musicologue Alexandra Laederich, la pièce porte le numéro NB 14.

## Discographie
- Mademoiselle - Première Audience : Unknown Music of Nadia Boulanger, Nicole Cabell (soprano) et Lucy Mauro (piano), Delos DE 3496, 2 CD, 2017[4] — premier enregistrement mondial.
- Les heures claires : The Complete Songs : Nadia & Lili Boulanger, Lucile Richardot (mezzo-soprano) et Anne de Fornel (piano), Harmonia Mundi HMM 902356.58, 3 CD, 2023[5].